# مزوم العليا (ذي السفال)

تعديل مصدري - تعديل

مزوم العليا محلة تابعة لقرية مزوم، التابعة لعزلة السيف بمديرية ذي السفال إحدى مديريات محافظة إب في الجمهورية اليمنية، بلغ تعداد سكانها 155 حسب تعداد اليمن لعام 2004.